# Stanley Hoffmann
Stanley Hoffmann (n. 1928 - 13 de setembro de 2015) é o regente da cadeira-patrocinada "Paul e Catherine Buttenweiser" e professor na Universidade de Harvard nos EUA. Ele especializou-se em Política Internacional e Política Francesa. O Professor Hoffmann nasceu em Viena em 1928. Ele viveu e estudou em França de 1929 a 1955; ele já leccionou no Institut d'études politiques de Paris (Sciences Po), aonde se licenciou, e na École des hautes études en sciences sociales. Em Harvard, ele lecciona História Política e Intelectual Francesa, Política Externa Americana, História Europeia pós-Segunda Guerra, Sociologia da Guerra, Relações Internacionais, ética e Política Internacional, Ideologias Políticas Modernas, e Desenvolvimento do Estado Moderno.

## Ideologia académica
Stanley Hoffmann é o fundador do Intergovernamentalismo (oposto pelo Intergovernamentalismo Liberal de Andrew Moravcsik).
Ele propõe que as instituições internacionais se devem abster de unificar federalmente os estados e que a manutenção de um processo de decisão estatocêntrico deve prevalecer.

## Trabalhos Publicados

### Da própria autoria
- The State of War: Essays on the Theory and Practice of International Politics, (Praeger, 1965).
- Gulliver's Troubles: or, the Setting of American Foreign Policy, (McGraw-Hill, 1968).
- Decline or Renewal? France since the 1930s, (Viking Press, 1974).
- Primacy or World Order: American Foreign Policy since the Cold War, (McGraw-Hill, 1978).
- Duties beyond Borders: On the Limits and Possibilities of Ethical International Politics, (Syracuse University Press, 1981).
- Dead Ends: American Foreign Policy in the New Cold War, (Ballinger Publishing, 1983).
- Janus and Minerva: Essays in the Theory and Practice of International Politics, (Westview Press, 1987).
- The European Sisyphus: Essays on Europe, 1964-1994, (Westview Press, 1995).
- World Disorders: Troubled Peace in the Post-Cold War Era, (Rowman & Littlefield, 1998).
- World Disorders: Troubled Peace in the Post-Cold War Era, Updated ed.,(Rowman & Littlefield, 2000).

### Em colaboração
- The Ethics and Politics of Humanitarian Intervention, com Robert C. Johansen, James P. Sterba, e Raimo Vayrynen, (University of Notre Dame Press, 1996).
- Gulliver Unbound: America's Imperial Temptation and the War in Iraq, com Frédéric Bozo, (Rowman & Littlefield), 2004).

## Trabalho editorial
- Contemporary Theory in International Relations, (Prentice-Hall, 1960).

### Trabalho editorial em colaboração
- The Relevance of International Law: Essays in honor of Leo Gross, co-editado com Karl W. Deutsch, (Schenkman Publishing, 1968).
- Culture and Society in Contemporary Europe: A Casebook, co-editado com Paschalis Kitromilides, (Allen & Unwin, 1981).
- The Fifth Republic at Twenty, co-editado com William G. Andrews, (State University of New York Press, 1981).
- The Marshall Plan: A Retrospective, co-editado com Charles Maier, (Westview Press, 1984).
- The Rise of the Nazi Regime: Historical Reassessments, co-editado com Charles S. Maier e Andrew Gould, (Westview Press, 1986).
- The Mitterrand Experiment: Continuity and Change in Modern France, co-editado com George Ross e Sylvia Malzacher, (Polity, 1987).
- Rousseau on International Relations, co-editado com David P. Fidler, (Oxford University Press, 1991).
- The New European Community: Decisionmaking and Institutional Change, co-editado com Robert O. Keohane, (Westview Press, 1991).
- After the Cold War: International Institutions and State Strategies in Europe, 1989-1991, co-editado com Robert O. Keohane and Joseph S. Nye, (Harvard University Press, 1993).